# Парламентские выборы в Эстонии (1938)
Выборы в Рийгикогу 1938 года состоялись 24 и 25 февраля. «Народный Фронт по проведению конституции в жизнь», образованный правящей Патриотической лигой, был единственной организацией, принявшей участие в выборах. Коалиция заняла 64 из 80 мест в парламенте. Из 16-ти независимых кандидатов, шесть были членами «Демократической группы» (состоявшей из двух бывших членов Народной центристской партии, двух членов Партии поселенцев и двоих из «Движения вапсов»), шесть из «Объединенной группы рабочих» (состоявшей из двух левых и двух правых социалистов), двое из «Независимых рабочих» и двое из «Русской группы».

## Правила выборов
Минимальный избирательный возраст был поднят до 22 лет и голосовать могли только люди, обладающие эстонским гражданством минимум три года. Минимальный возраст кандидатов был поднят с 20-ти до 25-ти лет.

## Результаты
| Партия                                           | Голоса  | %    | Места |
| ------------------------------------------------ | ------- | ---- | ----- |
| Народный Фронт по проведению конституции в жизнь | 256,213 | 57.4 | 64    |
| Независимые                                      | 189,929 | 42.6 | 16    |
| Всего                                            | 446,142 | 100  | 80    |
| Источник: Nohlen & Stöver                        |         |      |       |